# Kabinet-Churchill III
Het kabinet-Churchill III was de uitvoerende macht van de Britse overheid van 26 oktober 1951 tot 5 april 1955. Het kabinet werd gevormd door de Conservative Party na de verkiezingen van 1951 met oud-premier Winston Churchill de partijleider van de Conservative Party die terugkeerde voor een tweede termijn als premier. In het kabinet zaten meerdere prominenten zoals Anthony Eden, Rab Butler, David Maxwell Fyfe, Robert Gascoyne-Cecil, Harold Alexander, Harold Macmillan, Iain Macleod en Hastings Ismay.
Op 5 april 1955 trad Churchill wegens gezondheidsredenen af, de 80-jarige premier had in 1953 een zware beroerte gehad en zijn mentale gezondheid begon af te nemen. Hij werd opgevold door zijn vicepremier Anthony Eden.

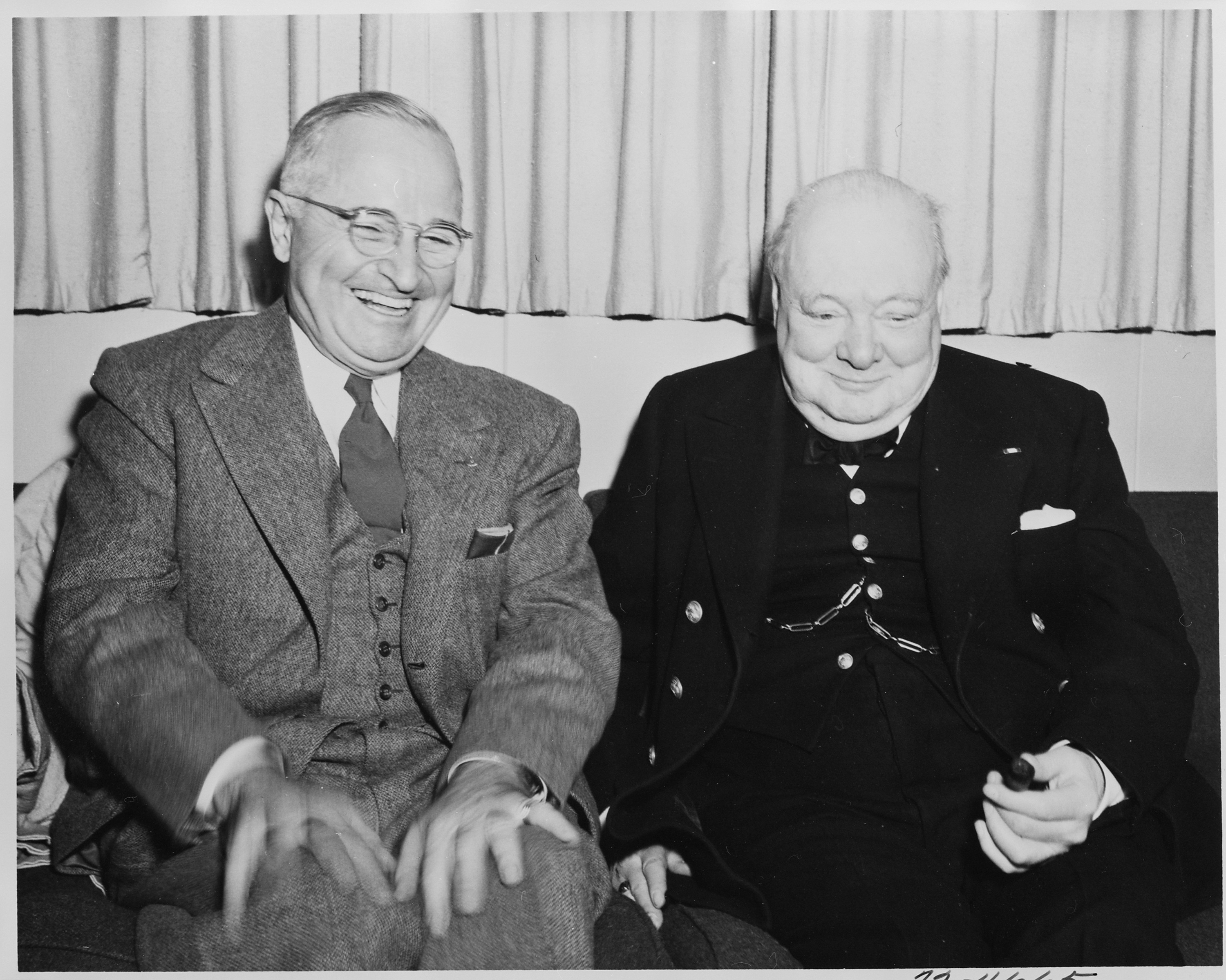
President van de Verenigde Staten Harry S. Truman en premier Winston Churchill aanboord de USS Williamsburg op 5 januari 1952.

## Samenstelling
| Ambtsbekleder                                                           | Ambtsbekleder           | Ambtsbekleder                                            | Functie(s)                                | Ambtstermijn     | Ambtstermijn     | Partij                 |
| ----------------------------------------------------------------------- | ----------------------- | -------------------------------------------------------- | ----------------------------------------- | ---------------- | ---------------- | ---------------------- |
|                                                                         | Winston Churchill       | Sir Winston Churchill (1874–1965)                        | Premier                                   | 26 oktober 1951  | 5 april 1955     | Conservative Party     |
|                                                                         | Anthony Eden            | Sir Anthony Eden (1897–1977)                             | Vicepremier                               | 26 oktober 1951  | 5 april 1955     | Conservative Party     |
| Minister van Buitenlandse Zaken                                         | Anthony Eden            | Sir Anthony Eden (1897–1977)                             |                                           | 26 oktober 1951  | 5 april 1955     | Conservative Party     |
|                                                                         | Rab Butler              | Rab Butler (1902–1982)                                   | Minister van Financiën                    | 26 oktober 1951  | 20 december 1955 | Conservative Party     |
|                                                                         | David Maxwell Fyfe      | Sir David Maxwell Fyfe (1900–1967)                       | Minister van Binnenlandse Zaken           | 26 oktober 1951  | 18 oktober 1954  | Conservative Party     |
| Minister voor Wales                                                     | David Maxwell Fyfe      | Sir David Maxwell Fyfe (1900–1967)                       |                                           | 26 oktober 1951  | 18 oktober 1954  | Conservative Party     |
|                                                                         | Gwilym Lloyd George     | Gwilym Lloyd George (1894–1967)                          | Minister van Binnenlandse Zaken           | 18 oktober 1954  | 10 januari 1957  | National Liberal Party |
| Minister voor Wales                                                     | Gwilym Lloyd George     | Gwilym Lloyd George (1894–1967)                          |                                           | 18 oktober 1954  | 10 januari 1957  | National Liberal Party |
|                                                                         | Frederick Marquis       | Baron Woolton Frederick Marquis (1883–1964)              | Lord President of the Council             | 26 oktober 1951  | 25 november 1952 | Conservative Party     |
|                                                                         | Robert Gascoyne-Cecil   | Markies van Salisbury Robert Gascoyne- Cecil (1893–1972) | Lord President of the Council             | 25 november 1952 | 29 maart 1957    | Conservative Party     |
|                                                                         | Harry Crookshank        | Harry Crookshank (1893–1961)                             | Leader of the House of Commons            | 26 oktober 1951  | 20 december 1955 | Conservative Party     |
|                                                                         | Robert Gascoyne-Cecil   | Markies van Salisbury Robert Gascoyne- Cecil (1893–1972) | Lord Privy Seal                           | 26 oktober 1951  | 7 mei 1952       | Conservative Party     |
|                                                                         | Harry Crookshank        | Harry Crookshank (1893–1961)                             | Lord Privy Seal                           | 7 mei 1952       | 20 december 1955 | Conservative Party     |
|                                                                         | Robert Gascoyne-Cecil   | Markies van Salisbury Robert Gascoyne- Cecil (1893–1972) | Leader of the House of Lords              | 26 oktober 1951  | 29 maart 1957    | Conservative Party     |
|                                                                         |                         | Baron Simonds Gavin Simonds (1881–1971)                  | Lord Chancellor                           | 26 oktober 1951  | 18 oktober 1954  | Conservative Party     |
|                                                                         | David Maxwell Fyfe      | Burggraaf Kilmuir David Maxwell Fyfe (1900–1967)         | Lord Chancellor                           | 18 oktober 1954  | 14 juli 1962     | Conservative Party     |
|                                                                         | Peter Thornycroft       | Peter Thornycroft (1909–1994)                            | Minister van Handel                       | 26 oktober 1951  | 10 januari 1957  | Conservative Party     |
|                                                                         | Winston Churchill       | Sir Winston Churchill (1874–1965)                        | Minister van Defensie                     | 26 oktober 1951  | 1 maart 1952     | Conservative Party     |
|                                                                         | Harold Alexander        | Graaf Alexander van Tunis Harold Alexander (1891–1969)   | Minister van Defensie                     | 1 maart 1952     | 18 oktober 1954  | Onafhankelijk          |
|                                                                         | Harold Macmillan        | Harold Macmillan (1894–1986)                             | Minister van Defensie                     | 18 oktober 1954  | 5 april 1955     | Conservative Party     |
|                                                                         |                         | Antony Head (1906–1983)                                  | Minister voor Oorlog                      | 26 oktober 1951  | 18 oktober 1956  | Conservative Party     |
|                                                                         | Jim Thomas              | Burggraaf Cilcennin Jim Thomas (1903–1960)               | Minister voor de Marine                   | 26 oktober 1951  | 2 september 1956 | Conservative Party     |
|                                                                         | William Sidney          | Baron De L'Isle en Dudley William Sidney (1890–1970)     | Minister voor de Luchtmacht               | 26 oktober 1951  | 20 december 1955 | Conservative Party     |
|                                                                         | Harry Crookshank        | Harry Crookshank (1893–1961)                             | Minister van Volksgezondheid              | 26 oktober 1951  | 7 mei 1952       | Conservative Party     |
|                                                                         | Iain Macleod            | Iain Macleod (1913–1970)                                 | Minister van Volksgezondheid              | 7 mei 1952       | 20 december 1955 | Conservative Party     |
|                                                                         | Walter Monckton         | Sir Walter Monckton (1891–1965)                          | Minister van Arbeid                       | 26 oktober 1951  | 20 december 1955 | Conservative Party     |
|                                                                         | Florence Horsbrugh      | Florence Horsbrugh (1889–1969)                           | Minister van Onderwijs                    | 26 oktober 1951  | 18 oktober 1954  | Conservative Party     |
|                                                                         | David Eccles            | Sir David Eccles (1904–1999)                             | Minister van Onderwijs                    | 18 oktober 1954  | 10 januari 1957  | Conservative Party     |
|                                                                         |                         | John Maclay (1905–1992)                                  | Minister van Transport                    | 26 oktober 1951  | 7 mei 1952       | Conservative Party     |
|                                                                         | Alan Lennox-Boyd        | Alan Lennox- Boyd (1904–1983)                            | Minister van Transport                    | 7 mei 1952       | 28 juli 1954     | Conservative Party     |
|                                                                         |                         | John Boyd- Carpenter (1908–1998)                         | Minister van Transport                    | 28 juli 1954     | 20 december 1955 | Conservative Party     |
|                                                                         | David Eccles            | Sir David Eccles (1904–1999)                             | Minister van Openbare Werken              | 26 oktober 1951  | 18 oktober 1954  | Conservative Party     |
|                                                                         |                         | Nigel Birch (1906–1981)                                  | Minister van Openbare Werken              | 18 oktober 1954  | 20 december 1955 | Conservative Party     |
|                                                                         | Thomas Dugdale          | Sir Thomas Dugdale (1897–1977)                           | Minister van Landbouw en Visserij         | 26 oktober 1951  | 20 juli 1954     | Conservative Party     |
|                                                                         | Derick Heathcoat-Amory  | Derick Heathcoat- Amory (1899–1981)                      | Minister van Landbouw en Visserij         | 20 juli 1954     | 6 januari 1958   | Conservative Party     |
|                                                                         | Philip Cunliffe-Lister  | Graaf Swinton Philip Cunliffe- Lister (1884–1972)        | Kanselier van het Hertogdom Lancaster     | 26 oktober 1951  | 24 november 1952 | Conservative Party     |
|                                                                         | Frederick Marquis       | Burggraaf Woolton Frederick Marquis (1883–1964)          | Kanselier van het Hertogdom Lancaster     | 24 november 1952 | 20 december 1955 | Conservative Party     |
|                                                                         | Oliver Lyttelton        | Oliver Lyttelton (1893–1952)                             | Minister voor Koloniale Zaken             | 26 oktober 1951  | 28 juli 1954     | Conservative Party     |
|                                                                         | Alan Lennox-Boyd        | Alan Lennox- Boyd (1904–1983)                            | Minister voor Koloniale Zaken             | 28 juli 1954     | 14 oktober 1959  | Conservative Party     |
|                                                                         | Hastings Ismay          | Baron Ismay Hastings Ismay (1887–1965)                   | Minister voor Gemenebest Zaken            | 26 oktober 1951  | 12 maart 1952    | Onafhankelijk]         |
|                                                                         | Robert Gascoyne-Cecil   | Markies van Salisbury Robert Gascoyne- Cecil (1893–1972) | Minister voor Gemenebest Zaken            | 12 maart 1952    | 24 november 1952 | Conservative Party     |
|                                                                         | Philip Cunliffe-Lister  | Graaf Swinton Philip Cunliffe- Lister (1884–1972)        | Minister voor Gemenebest Zaken            | 24 november 1952 | 5 april 1955     | Conservative Party     |
|                                                                         |                         | James Stuart (1897–1971)                                 | Minister voor Schotland                   | 26 oktober 1951  | 10 januari 1957  | Conservative Party     |
|                                                                         | Derick Heathcoat-Amory  | Derick Heathcoat- Amory (1899–1981)                      | Minister voor Pensioenen                  | 26 oktober 1951  | 3 september 1953 | Conservative Party     |
|                                                                         |                         | Osbert Peake (1897–1966)                                 | Minister voor Verzekeringen               | 26 oktober 1951  | 3 september 1953 | Conservative Party     |
| Minister voor Pensioenen en Verzekeringen                               | 3 september 1953        | Osbert Peake (1897–1966)                                 | 20 december 1955                          |                  |                  | Conservative Party     |
|                                                                         | Harold Macmillan        | Harold Macmillan (1894–1986)                             | Minister voor Huisvesting en Lokale Zaken | 26 oktober 1951  | 18 oktober 1954  | Conservative Party     |
|                                                                         | Duncan Sandys           | Duncan Sandys (1908–1987)                                | Minister voor Huisvesting en Lokale Zaken | 18 oktober 1954  | 10 januari 1957  | Conservative Party     |
| Formeel geen leden van het kabinet, maar woonde kabinetsvergadering bij |                         |                                                          |                                           |                  |                  |                        |
| Ambtsbekleder                                                           | Ambtsbekleder           | Ambtsbekleder                                            | Functie(s)                                | Ambtstermijn     | Ambtstermijn     | Partij                 |
|                                                                         | Frederick Lindemann     | Baron Cherwell Frederick Lindemann (1886–1957)           | Thesaurier- generaal                      | 26 oktober 1951  | 11 november 1953 | Conservative Party     |
|                                                                         | George Douglas-Hamilton | Graaf van Selkirk George Douglas- Hamilton (1904–1994)   | Thesaurier- generaal                      | 11 november 1953 | 20 december 1955 | Conservative Party     |

Russell I ·
Smith-Stanley I ·
Hamilton-Gordon ·
Temple I ·
Smith-Stanley II ·
Temple II ·
Russell II ·
Smith-Stanley III ·
Disraeli I ·
Gladstone I ·
Disraeli II ·
Gladstone II ·
Gascoyne-Cecil I ·
Gladstone III ·
Gascoyne-Cecil II ·
Gladstone IV ·
Primrose ·
Gascoyne-Cecil III ·
Gascoyne-Cecil IV ·
Balfour ·
Campbell-Bannerman ·
Asquith I ·
Asquith II ·
Asquith III ·
Asquith IV ·
Lloyd George I ·
Lloyd George II ·
Law ·
Baldwin I ·
MacDonald I ·
Baldwin II ·
MacDonald II ·
MacDonald III ·
MacDonald IV ·
Baldwin III ·
Chamberlain I ·
Chamberlain II ·
Churchill I ·
Churchill II ·
Attlee I ·
Attlee II ·
Churchill III ·
Eden ·
Macmillan I ·
Macmillan II ·
Douglas-Home ·
Wilson I ·
Wilson II ·
Heath ·
Wilson III ·
Callaghan ·
Thatcher I ·
Thatcher II ·
Thatcher III ·
Major I ·
Major II ·
Blair I ·
Blair II ·
Blair III ·
Brown ·
Cameron I ·
Cameron II ·
May I ·
May II ·
Johnson I ·
Johnson II ·
Truss ·
Sunak ·
Starmer